# テアトロ・クルザール
テアトロ・クルザール(Teatro Kursaal)は、スイスティチーノ州のルガーノにある劇場である。1956年に開催された第1回ユーロビジョン・ソング・コンテストの会場として使用された。同コンテストが開催されたスイスの劇場は、この他に、1989年に第34回大会が開催されたローザンヌのen:Palais de Beaulieuだけである。